# デモ活動
デモ活動（デモかつどう、英: demonstration, street protest）は、ある特定の意思・主張をもった人々が集まり、集団でその意思・主張を他に示す行為である。「デモ」とはデモンストレーションの略であり、示威運動、示威行為、あるいは単にデモとも呼ばれる。その活動内容によってデモ行進、デモ集会ともいう。しばしば暴動と混同されることがあるが、デモと暴動は異なる。

## 概要

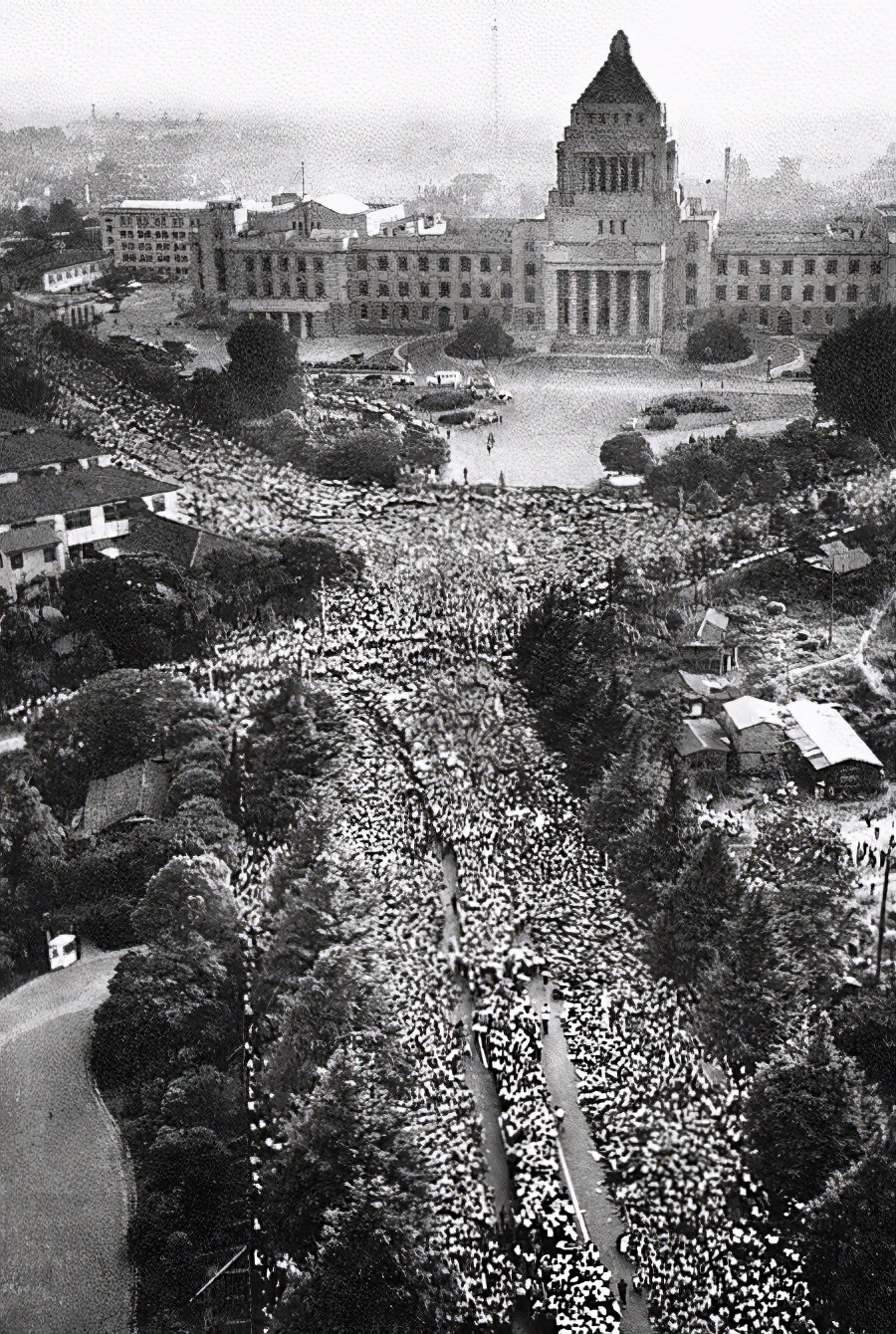
国会議事堂を取り囲むデモ （1960年6月）

デモ活動は、公の場で集団で自分達の意思や主張を示す行為である。事実上の責任者や決定者がいる施設の前で行われることもある。集団の主張が他の人が認知できるようにプラカードなどを掲げたり、マイクやスピーカーで演説をする場合もある。「デモ行進」のように徒歩で一定区間を移動しながら行われるものもみられる。大きなものでは数万人から百万人の規模が参加する一種の集会のようなものもあれば、その一方で参加人数はともかくとして、非常に遠距離（都市間など）を移動しながら主張を掲げ続ける場合もある。主張されるテーマは、政治や経済・社会に対するものなど多岐に渡り、それらは個人的な主張から、社会問題を示して世間にアピールすることを目的とするものまで、さまざまである。
日本において20世紀末以降、一般に見られるものでは、たいていは自分たちの主張が書かれたプラカードを掲げ路上を行進するなどの内容で、広く公衆にその意思・主張を表示するデモ行進であるが、自動車や歩行者の往来に用いられる道路を一時的にせよ占有することもある場合は、多くの都道府県条例では所轄警察署から事前の許可を受けなければならず、法治国家の内ではいくつかの守るべき点もあり、無許可のデモ活動は取締りを受ける場合もある（後述）。
また暴動に発展する可能性を警戒して、警察が監視することがある。日本でも、1960年代の安保闘争や日本の学生運動が盛んに行われていた当時はデモ活動から暴動に発展する事態もしばしば発生した。なお、政治的主張をデモ活動で掲げることをそもそも禁止する国・地域もある。
一般にそのデモに参加する人が多ければ多いほど、そのデモの世論に働きかける力は大きいといえるが、社会不満が大衆に鬱積している状況下では、任意の参加を認める場合に次第に集団が膨れ上がって、無秩序に集まった結果として暴動に発展する傾向も強い。このため国や地域によってはデモをする場合、事前に参加人数などや活動の目的・移動経路の細かい届け出が必要な場合もある。
なお、開催日時と場所によっては渋滞などを引き起こすことがあり、通行人や周辺住民などにとって非常に迷惑になるため反感を買うこともある。

## デモ活動の要素
デモ活動では、特に目立ったトラブルもなく、社会の注目を集められれば一応の成果といえる。更に加えてそれら主張が周囲に認識され、それらが他人にも受け入れられたのであれば、目的を果たしたといえる。

### 主張
主張は、そのデモ活動を行う集団にもよってまちまちである。しかしあからさまに反社会的な主張は、これを見た者の怒りないし不快感や冷笑を得ることはあっても、受け入れられることはない。例えるなら「人種差別を合法化せよ」という主張をすることがこれに当たる。
また、主張と行動の内容に不一致が見られると、これも同様に不信感を被ることもある。例えば環境保護はたいていの場合においてほかの支持を得やすいテーマだが、この主張を掲げながら活動し終わった後がごみだらけだという場合は、台無しになる。自然保護活動に際しては、ただ集団で主張を掲げるというだけではなく、主張を掲げつつ集団で所定区間のごみを拾う活動を行う団体もしばしば見られる。
また主張が一方的であるとか、独善的な場合も同様である。例えば銃社会の問題が深刻な地域で、自衛のために銃が必要だとして、銃の所持と販売の更なる容認・緩和、つまり銃規制撤廃を訴えた場合がこれに相当することもあるだろう。
このため、多くの場合では他人に示した場合に賛同が得られるか、あるいは賛同されないまでも拒絶もされないものを示し、またそれらのテーマに沿ったアピール方法を選択し、主張を示すにしても一定の注意が払われ、常識的に妥当な理由が示される。
こういったデモ活動において掲げるテーマが選ばれたケースとしては、1991年には日本で暴力団員による不当な行為の防止等に関する法律（暴力団対策法）の制定に絡んで暴力団員を含む支持者団体がデモ活動したケースもあるが、この際には「憲法で保障された結社の自由を侵害する」や「暴力団構成員にも家庭があるが行動を禁止されると子供を養えない」など、別の視点・理由によるものや同情を呼ぼうとした主張が掲げられた。結局、同法は「暴力団が集団として存在すること」ではなく「違法な行為で市民生活を妨害したり金品を得ること」を規制する性格の法律であったため、違憲問題に関しては合憲との判断が成されている。

### 時と場所
デモを成功させるのには、それが行われる時と場所が重要である。誰も見ていないところで、誰もいない時間にいくらデモをしても意味がなく、より効果的に行うために適した日・時間としては、デモの参加者が集まりやすく他人にも示しやすい休日が選ばれることが多い。
またよりデモを意義あるものにするため、例えば反核運動では8月6日（→広島市への原子爆弾投下）を、イラク戦争を非難するのに3月20日（米英連合軍が侵攻した日）を、原子力撤廃を訴えるのに3月11日（→東日本大震災と福島第一原子力発電所事故）を、反ロシアを訴えるのに8月9日（満州にソ連軍が侵攻した日で反ソ連デー）を選ぶなど、デモに関係する記念日を選ぶことがある（10月21日の「国際反戦デー」関連は有名だった）。また場所は、大人数を収容できる広場やその行進に適した道幅の広い大通りが選ばれる。また、デモに関係する土地や施設の前で行われることも多く、例えば所定の国の政府の政策に抗議するために、その国の在外公館前でデモを行うなどがみられる。
しかし、ただ人通りが多い場所や日時を選べばよいというものではない。交通量の多い通りのいくらかの車線を封鎖したり、普段から混雑する広場や歩行者専用道路を用いてデモを行うということは、多くの人に自らの主張を伝えられる一方、渋滞や混雑、騒音などで直接的な不利益を被った者は不快感を、そして時には主張そのものに反感を覚え、さらには直接的な衝突に発展することもある。これを回避するため、治安当局はデモの主催者に開催場所や日時の変更を指導したり、許可を降ろさないこともあり、デモ隊には多数の警察官が警備に当たることがある。

### デモの非暴力と暴力

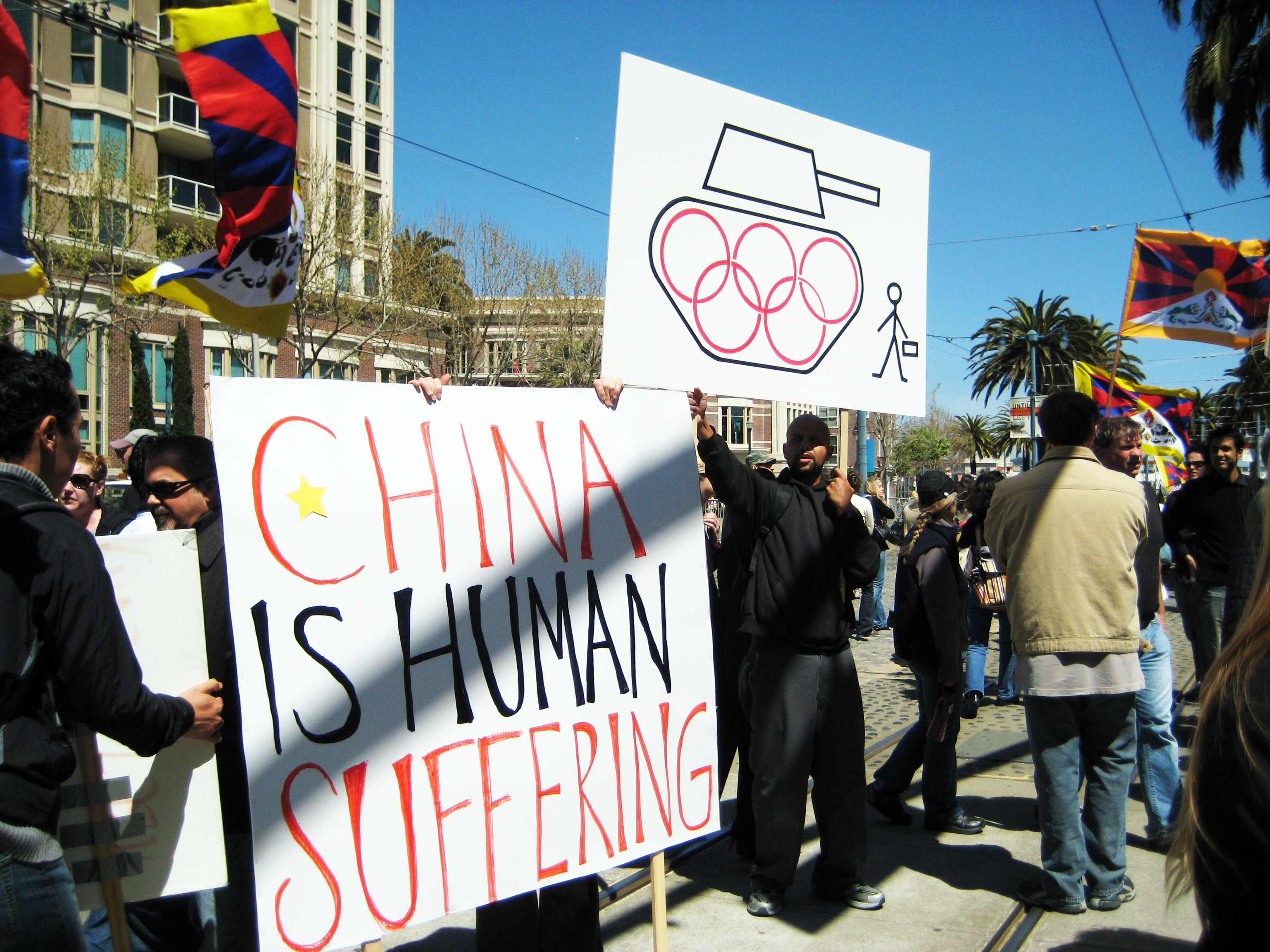
中国の人権問題に関するデモ

一般にデモは非暴力による有効な戦略の一つであると考えられている。しかし時にそのデモはエスカレートし、国旗を燃やしたり、周りにあるものを壊したりなどの暴力的な手段に発展することがある。場合によってはデモの主張とは関係のない、ただ暴れたいだけの暴徒までが寄って来て収拾がつかなくなる。
そのような参加者らが暴徒と化した場合、警察などが出動し、例えば参加者に対する放水や催涙ガス・ゴム弾といった非致死性の武器を使って鎮圧を試みようとする。こういった状況は、デモ参加者との応酬に発展する場合もあるほか、非殺傷性武器を使ってなお、至近距離弾で死傷者も出すなど熾烈さも増し、非暴力のデモ行進から暴動に発展する事態を、デモ計画者側が警戒する場合もある。
なお警察側にしても、鎮圧のために死傷者が発生するのは本意ではなく、高圧放水銃や非殺傷性の音響兵器のような装備の利用を行うケースも見られる。
またデモ側が非暴力であったとしても、国策の遂行に反対するデモなどは、国家によっては無条件に武力で鎮圧される場合があり、その際その国の治安維持部隊は、強権的な手段に訴えることもある。過去の例としては完全非暴力を掲げながら銃火にさらされたインドの塩の行進や、デモに参加した労働者らに向け無差別発砲の起こったロシアの血の日曜日事件、アパルトヘイト政策であるパス法に反対する群衆に発砲を行ったシャープビル虐殺事件。
またデモ側が暴力である場合、政府はより強い力で市民の安全を守っていける。胡耀邦の死亡に懸念を持って解釈を求め天安門広場を座り込みで占拠した学生らの一部が学生代表達の非暴力主張を無視し警備担当をしてた軍隊の戦車を奪い、さらに出所不明で戦車の運転さえできる「学生」と併せて武力行使を控えてる軍人を銃や戦車で殺害しさらに事件が拡大化、事態を鎮めるために軍の武力弾圧で終わる中国の天安門事件、最近では香港において逃亡犯条例の議会通過を阻止するべく香港の立法会周辺や占拠した一部の街区と大学に集まった自作の銃とガソリン爆弾を持つ学生やデモ反対の一般市民の老人に油と火を付ける暴徒団体などに対し警察が発砲した事件などがある。

## 日本でのデモ
21世紀の日本のデモは諸外国に比べると小規模なものとなっている（そもそも参加人数自体が欧米やアラブなど諸国に比べ 非常に少ないので混乱もそれに応じて少ない）。
日本の場合警備が厳しく、デモ隊より警備の機動隊の人数の方が多くなることもしばしばあり、さらに機動隊がデモ隊をぐるりと包囲する形で監視していることもしばしばみられる。これにより、日本でのデモ活動では事前計画を超えることが難しく、デモが自然発生的に大規模化する現象が起りにくい。
日本で「デモ活動」（公安条例には「集団示威運動」とあり、「デモ行進」に限定されていないため、「デモ活動」と表現）を行うにあたり、道路上でデモ活動を行う場合は道路交通法77条に基づき所轄警察署長の許可を受ける必要があるほか、デモ活動を行う都県または市が公安条例（正しくは「集会、集団行進及び集団示威運動に関する条例」・「多衆運動に関する条例」）を定めている場合はそれに従う必要がある。国会議事堂、外国大使館・領事館、政党事務所などの周辺部では国会議事堂等周辺地域及び外国公館等周辺地域の静穏の保持に関する法律が適用される地域として指定されている場所があり、その場所では拡声器を用いたデモ活動が制限されている。また破壊活動防止法では破壊的団体に対して6ヶ月間以内の期限と地域を定めてデモ活動を禁止させることができる規定が存在する。

### 戦前

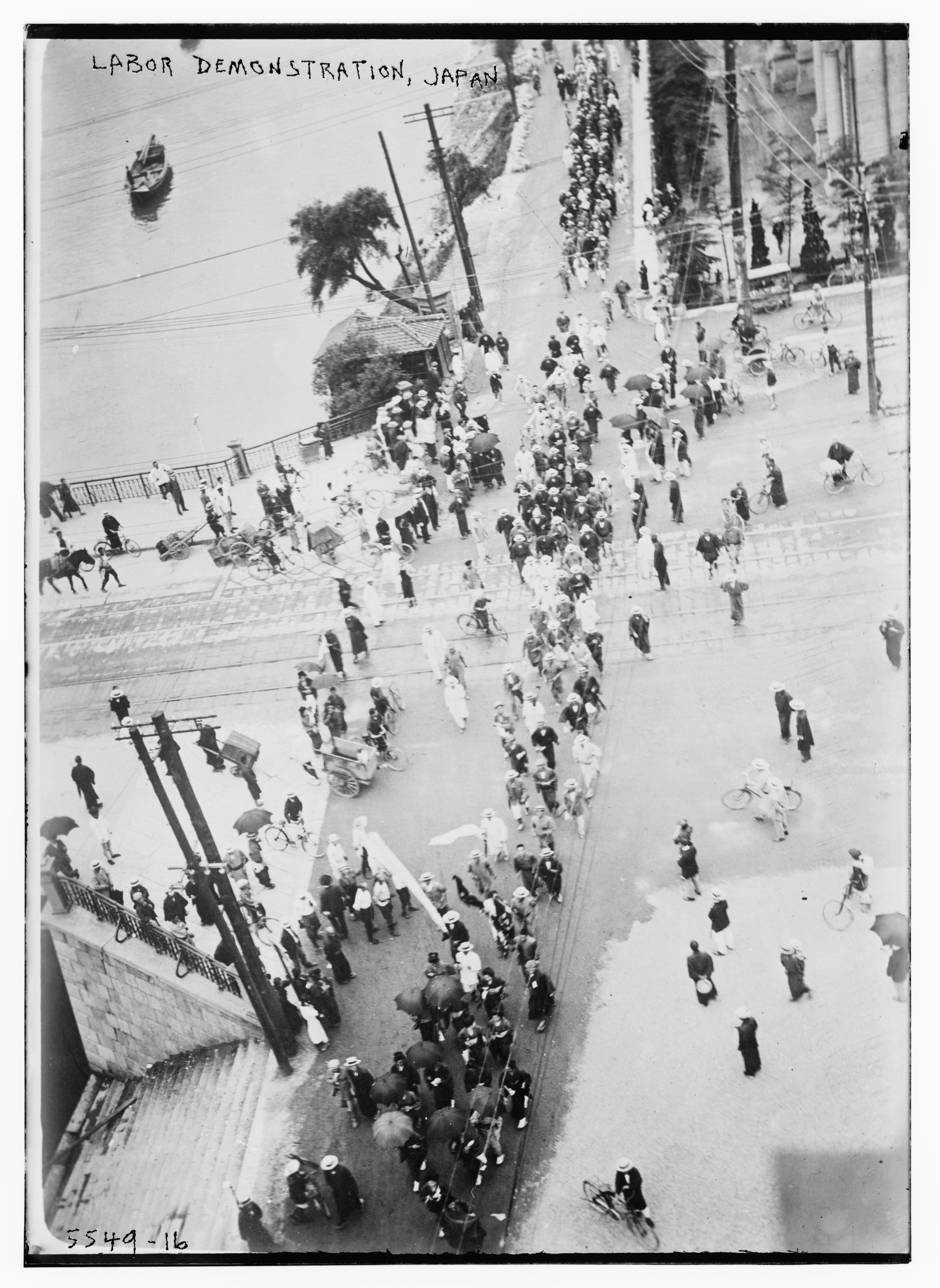
大正時代の労働者デモ

日本にデモンストレーションという言葉が紹介されたのは20世紀の初めだとされ、示威行為と訳された（現在も「集団示威運動」、「示威運動」、「示威行進」 の語が法令に存在する）。
有名なデモや暴動としては、自由民権運動や米騒動がある。

### 終戦 - 1960年代
終戦後、メーデーが復活し、終戦翌年の1946年（昭和26年）、食糧難・物資不足から1千万人餓死説も囁かれる中、同年5月12日に世田谷区で「米よこせ」区民大会が開催。参加者が皇居までデモ行進を行った。同年5月19日には飯米獲得人民大会が開催。プラカード事件が発生している。1950年（昭和25年）5月30日には皇居前広場で人民広場事件が発生。これを受けて同年6月3日には連合国軍最高司令官総司令部、政府、警視庁の方針で都内の集会やデモが禁止された（同年6月25日、公共の脅威となるものを除き解除）。
しかし、1952年（昭和27年）5月1日、暴徒化したデモ隊が皇居に入る血のメーデー事件も起こった。各地で中国共産党式の非合法活動を行って世論の反発を受けた当時の日本共産党は1952年の総選挙で一転議席が0になった。
日本共産党は1955年に日本共産党第6回全国協議会（六全協）で暴力革命路線を誤りだったと否定、そして議会による革命路線（民主主義革命）を明確にした。それに反発して以前の暴力による革命路線を貫いた日本の新左翼、暴力革命に向かう人々は日本共産党から離党し、その後も非合法な暴力事件を繰り返し、日本の左翼衰退の原因となる。日本共産党は、平和を貫く党としての立場、民主主義革命（当然、非暴力）路線を明確に示すため、2003年6月に1971年の改定でも維持した綱領で「君主制の廃止」を「これの存廃は国民の総意によって解決される」に、「自衛隊解散を要求する」を「国民の合意で憲法第9条の完全実施に向かう」と改定している。
1960年代、日本の学生運動は全盛期を迎える。60年安保闘争に日本社会党やそれを支持する組織は非武装中立を主張して、日本共産党や支持組織は「非合法の軍隊」とする自衛隊と日米安保に基づく米軍を不要としてアメリカが主導する陣営に対抗する「自主的自警組織」を主張して参加、支援した。選挙直前に参加者数は最高潮に達したが、安保条約に反対して闘争支持していた日本社会党と日本共産党は1960年の第29回衆議院議員総選挙で敗北した。安保闘争にも関わらず両党の合計得票は自民党の半分未満で投票率も前回の選挙よりも下がった。次第に第一野党の候補者擁立する選挙区自体が減って、候補者全員が当選しても過半数にならないなど政権獲得や有権者による選挙よりも、市民運動やデモを重視する路線になる。2度目の安保闘争直前の1969年の選挙でも有権者全体の支持を獲得出来ず敗北した。
1960年代後半にはスチューデント・パワーの流れに呼応して全共闘運動が勃興し、各地で暴動が発生。
相対的に右翼運動は影が薄かったが、ビートルズ来日時に右翼が「青少年を不良化するビートルズを日本から叩き出せ！」というデモを行い警官達と衝突した。その記録映像は「コンプリート・ビートルズ」や「ザ・ビートルズ・アンソロジー」などに使われている。

### 1970年代 - 1990年代
1970年代には韓国や南ベトナムの軍事政権を打倒して北朝鮮や北ベトナムを支援する動きや市民活動が強くなる。ベトナムに平和を!市民連合に代表される市民運動なども起こった。しかし、安保闘争の規模と参加者を越えるものは無くなった。
背景には成田闘争における過激な抗議活動や、日本の新左翼による相次ぐテロ活動によって、安保闘争参加者や好意的に思っていた人々でさえも学生運動や市民運動への考えが変わったことにある。1972年のあさま山荘事件は日本を震撼させ学生運動とデモが急激に衰退させた。日本社会党も途中までは新左翼を評価する発言をしたが、新左翼への世論の嫌悪が強まると離れた。もともと社会党は、成田闘争で党勢拡大のために反対を党の方針と決定、多くの議員が土地を買うなど参加して抗議活動を焚き付けたが、地元の多くが補償で移転を受け入れ、新左翼手動の過激な闘争で反対運動が世論を支持を失うと土地を手放し、最終的に成田空港を利用するようになった。
1972年以後に学生になった世代はしらけ世代と呼ばれ、デモや学生運動を忌避するようになる。安保世代で学生運動家の多数を占めていた大学生も多くが入社後にサラリーマンになって、学生運動やデモから離脱した。安保世代は高卒が圧倒的多数を占めていたため、学生運動を行う「大学生」という存在の多くがこのようにノンポリや別の政党支持者になったことは痛手となった。ノンポリはしらけ世代以降も数多く生まれて、専従活動家など以外がデモに参加しなくなった。組合内部からの闘争路線への支持も激減して、労働運動も下火になる。1990年代以降はソ連崩壊による冷戦の終結、それに伴うイデオロギー対決の自由主義陣営の勝利、若者の政治離れ、日本の新左翼の展開した政治的主張の方法への慢性的な反感によって日本におけるデモは更に衰退傾向になった。
マル生粉砕運動など活発な活動を続けていた国労・動労も1973年には乗客の怒りを買って上尾事件、首都圏国電暴動が発生し、大衆的支持をなくしていった。
社会評論家の三浦展は、特に安保闘争以降に選挙よりもデモや市民運動に過度に重視して非武装中立や自衛隊解体を掲げていたのは、支持層の固定と政権獲得放棄して3分の1獲得のみを目指す路線に繋がったと主張している。1970年代初頭まで活動支援や擁護して新左翼を「役に立つ」仲間や支持層と放置したことを批判し、新左翼が広く知られた以降から国内のデモや抗議活動への忌避が国内の主流になったとする。
政治運動不遇の時代を活動家として過ごした外山恒一は、連合赤軍よりも革マル派と中核派・解放派の内ゲバのほうが悪影響が大きかった、また全共闘運動の崩壊と入れ替わりに70年代の左翼シーンを席巻したのが反差別運動であったが、在日朝鮮人でも被差別部落民でも障害者でも琉球民族・アイヌ民族でも女性でもない一般男性に許されるのは自己否定のみとなり、衰退は必然だったとする。
団塊世代の子供にあたるいわゆる氷河期世代は1学年で100万人を優に超える人口を抱えていたが、厳しい経済情勢の中で自己責任論が広まり団結力を持たなかった。

### 2000年代以降

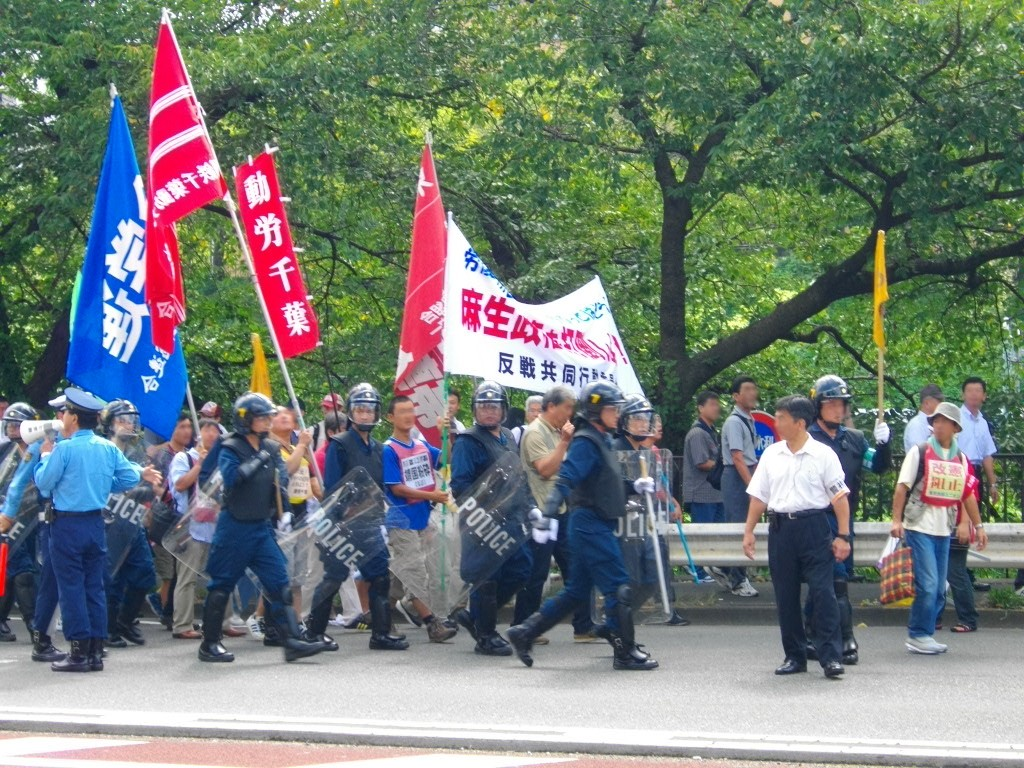
機動隊が警戒する中で行なわれる、中核派系集団による反靖国神社デモ

2003年のイラク戦争に対する反戦デモでは数百、数千人規模の抗議がいくつかの都市部であったもの、東京での最も参加者が多かったデモでも主催者発表で4万人など安保闘争には及ばなかった。
戦後の日本でデモと言えば、先述の安保闘争や反戦・反核といった左翼・リベラル系市民団体による徒歩デモや、街宣右翼による街宣車を連ねる反共演説デモが主流だったが、2000年代後半以降は脱原発反改憲の左翼系市民団体や行動する保守と呼ばれる右翼系市民団体はインターネットなどを通じた草の根運動化がそれぞれ進み、従来のデモとは異なり特定の所属組織を持たない一般市民を巻き込んだ徒歩デモが目立つようになった。
1990年代後半頃から、社会に不満を持つ若者は『ゴーマニズム宣言』や『マンガ嫌韓流』を読む風潮ができていた。2009年の民主党政権誕生に危機感を抱いた保守層は、ナショナリズムを掲げたデモを次々に実行した。2011年のフジテレビ抗議デモに始まる反韓デモは、竹島奪還デモ、外国人参政権反対デモ、日韓断交デモなどと拡散し、2013年には排外主義によるヘイトスピーチ（憎悪表現）を叫ぶデモと、その主張に反対するカウンターデモが行われ応酬することも起こるなど、激しさを増した。
2011年の福島第一原子力発電所事故がきっかけで同年6月11日に新宿で行われた「6.11 新宿原発やめろデモ!!!!!」は主催者発表で2万人が参加し、反原発デモはその後も2012年7月16日に主催者発表で約17万・警察発表で約7万5千人が参加した「さようなら原発10万人集会」など何度も行われ、毎週金曜日の夜に官邸前で行われたデモでは数万人規模となることもあった（6月29日は10数万人が警察の規制を振り切り国会議事堂正門前から皇居外堀通りに向かう車道を埋めたと伝えられている）。
2015年前後には特定秘密保護法反対デモ、集団的自衛権反対デモなども各地で行われた。インターネット上でのデモ活動（ハッシュタグ・アクティヴィズム）の運動も起きた。
インターネットによる「動員の革命」の一方、一般社会全体は冷笑主義へと向かっていると言われ、デモに対する嫌悪感も非常に強いものとなっている。一方、怒ってデモをするのではなく、協力しながら社会を変える方向性に若者世代が向かっている風潮とする好意的な評価もある。
2024年の冬頃からは、財務省の解体を要求するデモ活動「財務省解体デモ」が続いている。

## アメリカ合衆国のデモ

### 人種
人種差別撤廃をアピールするデモ行進。1963年8月28日にワシントンD.C.で行われたワシントン大行進は有名である。

### 労働
アメリカ合衆国では、ファーストフード店の労働者らが最低賃金の引き上げを求める大規模デモを2014年9月に計画した。その大規模デモは、150以上の都市で行われ、マクドナルド、バーガーキング、ピザハットなどの労働者は、連帯して最低賃金を時給15米ドルまで上げるよう求めていた。この継続的な一連のデモは「15ドルのための闘い」と題し、大きな動きとなった。
これらのデモ活動が、政治に影響力を与え始めた。アメリカ合衆国連邦政府が定める最低賃金は、時給7ドル25セント（2015年時点）であるが、各州が独自に設定もできる（アメリカは州が一国相当）。ニューヨーク州知事アンドリュー・クオモとその諮問機関が、最低賃金を15ドルまで引き上げることに賛同して以来、ニューヨーク州では15ドル水準の最低賃金が現実味を帯びてきている。ニューヨーク州が動けば残りの州も追随するだろうとクオモは語る。バーニー・サンダースは、2020年までに国内全域で最低賃金を15ドルと定める法案を連邦議会に提出しており、マーチン・オマリーも最低賃金引き上げ支持を表明している。
人々による熱心なデモの成果が出た。2016年4月上旬、アンドリュー・クオモはニューヨーク市とその周辺地域の最低賃金を時給15ドルに引き上げるための法案に署名した。ほぼ同時期に、カリフォルニア州知事ジェリー・ブラウンはカリフォルニア州の最低賃金を、現状の時給10ドルから2023年までに時給15ドルに引き上げる法案に署名した。ブラウンは以下のように語る―「この法案は経済的正義のためであり、人々のためであり（資本主義経済下では自然と格差が拡大し）、アンバランスが生じるシステムにいくらかのバランスを与えるための処置だ。今日は重要な日であるが（最低賃金を15ドルにしても、貧困などの問題への解決にはまだ遠いのであり）、これからさらに前進するための重要な第一歩でしかない。前進し続けよう。我々は立ち止まってはいられない」。

### キリスト教

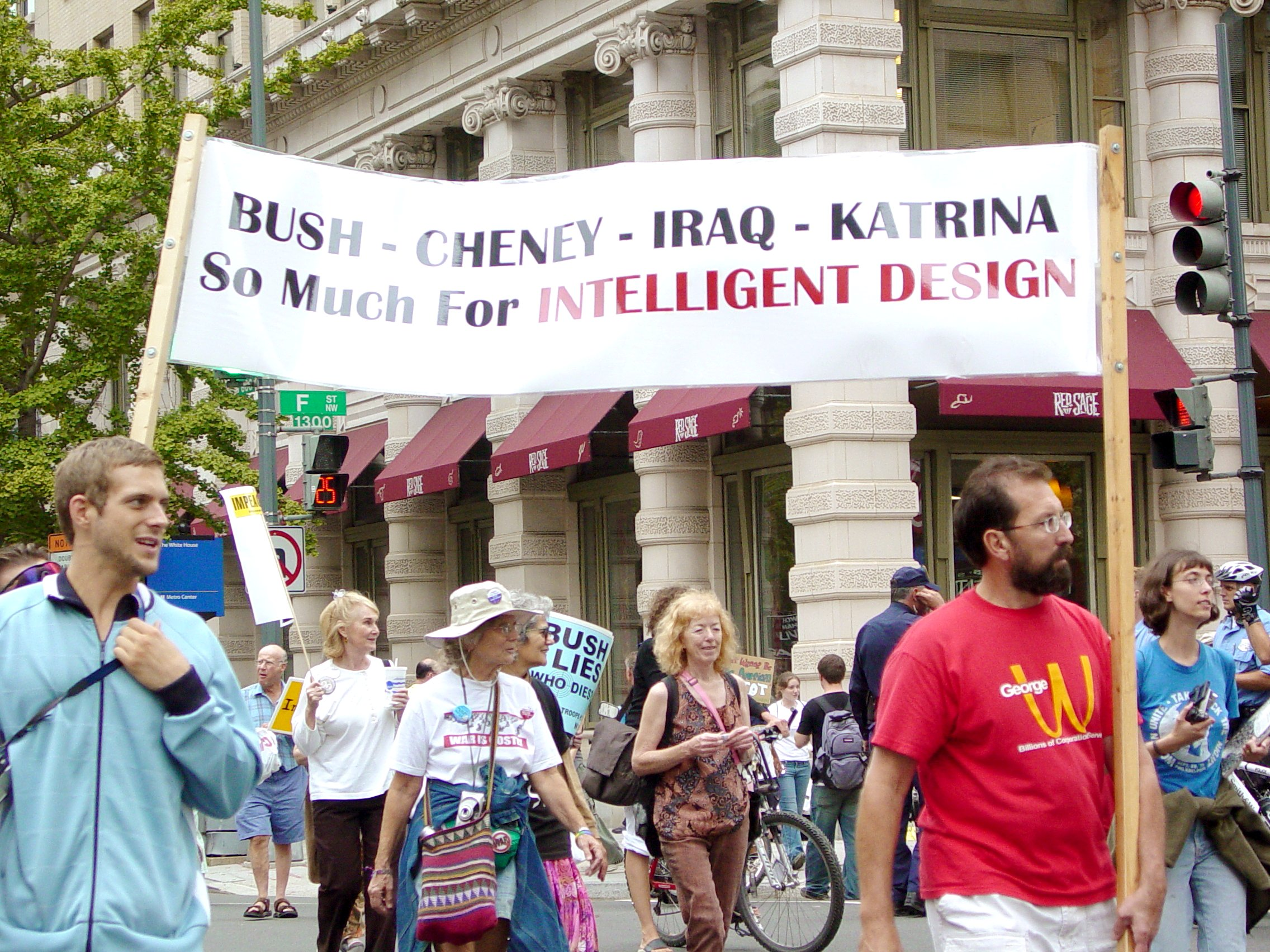
2005年9月24日に行われたワシントンD.C.での反戦デモ。横断幕には「ブッシュ、チェイニー、イラク、カトリーナ――インテリジェント・デザインはその位にしとけ」と書かれている。

進化論教育や人工妊娠中絶を巡るデモ。

### 銃規制
2018年2月14日、フロリダ州のマージョリー・ストーンマン・ダグラス高校で銃乱射事件が発生すると、同校の生徒を中心に銃規制を訴える行動が盛んになった。2018年3月24日、生徒達がワシントンD.C.で企画した銃規制要求デモは、数十万人が集結するという全米でも近年まれにみる規模となり、アトランタ、ボストン、シカゴ、シンシナティ、ダラス、ヒューストン、ロサンゼルス、マイアミ、ミネアポリス、ナッシュビル、シアトルなど各都市へも波及した

### 新型コロナウイルス
2020年3月、2019新型コロナウイルスの感染が拡大すると、全米各地では州政府や自治体が外出禁止令やロックアウトを行使して感染の封じ込めが行われた。これに対して経済的に困窮した住民らが、各地で経済活動の再開を求めるデモ活動を起こした。

## 韓国のデモ
2016年には、20万人規模のローソクデモで朴槿恵前大統領を退陣に追い込む要因になるなど社会的に大きな影響力を持つ。デモはソウル市鍾路区光化門周辺で盛んに行われており、2017年には1年間で2,563件のデモが行われている。

## スペインのデモ

### カタルーニャ地方のデモ
2018年9月11日、当日は18世紀にバルセロナがスペイン帝国との戦争に敗れた陥落記念日（ディアーダ・ナシウナル・ダ・カタルーニャ）であり、毎年、カタルーニャ地方の独立を要求するデモ行進が行われるが、前年に州議会が独立宣言（後にスペイン政府が否定）した後ということもありバルセロナに100万人の参加者を集めて行われた。
2019年10月以降、断続的に独立を要求するデモ活動が行われ、同月18日には約50万人、翌10月26日には約35万人を集めるデモが行われた。